# Велика Албания
Велика Албания (на албански: Shqipëria Etnike – „Етническа Албания“) е албанската представа за обединяване в самостоятелна държавно формирование на всички територии, в които албанският етнос е преобладаващ.
Голяма част от Велика Албания, както се твърди от албанските националисти, попада в бивша Югославия. Според идеята за Велика Албания към съвременната Албания трябва да бъдат присъединени западните райони на Северна Македония, Косово и попадащите в Сърбия общини Прешево, Медведжа и Буяновац, както и населените в миналото с албанци южни райони на Черна гора. Неофициално идеолозите на албанския национализъм включват в нея и Южен Епир (т.нар. Чамерия) от Северна Гърция, където почти не е останало албанско население. През Втората световна война великоалбанската идея се реализира с помощта на германските и италианските войски.
Въпросът придобива особена значимост и актуалност с обявяването на независимост на Косово през 2008 г. По същото време са активни няколко албански паравоенни организации в страните от бивша Югославия – Армия за освобождение на Косово, Армия за освобождение на Прешево, Медведжа и Буяновац, както и Армия за национално освобождение.